# Bad Habits (canción de Ed Sheeran)
«Bad Habits» —en español: Malos hábitos— es una canción del cantante inglés Ed Sheeran, lanzada el 25 de junio de 2021 a través de Asylum como el sencillo principal de su próximo quinto álbum de estudio. La canción marca su primer lanzamiento en solitario de un álbum en más de cuatro años.
El 12 de agosto de 2021 se lanzó un remix de ejercicios del Reino Unido realizado por Fumez The Engineer con los raperos británicos Tion Wayne y Central Cee. Después de su actuación con Bring Me the Horizon en los BRIT Awards de 2022, la pareja anunció que lanzaría una versión de estudio de hard rock de la pista el 17 de febrero de 2022.

## Video musical

### Antecedentes
El 23 de abril de 2021, Sheeran fue visto vestido como un zombi o un vampiro en un video musical ambientado en Londres, lo que generó especulaciones sobre una era venidera. El propio Sheeran confirmó que las imágenes eran legítimas al publicar tomas descartadas del video en sus redes sociales en junio de 2021. El 25 de mayo, subió una foto de él mismo sentado junto a una almohada gigante de Snorlax, con una leyenda en la imagen de arriba que decía "6/25", insinuando un lanzamiento en esa fecha. El 4 de junio, el cantante comenzó a provocar el lanzamiento del sencillo en sus cuentas de redes sociales, además de anunciar una actuación en el programa de TikTok de la UEFA Euro 2020 con David Beckham el 25 de junio. Anunció el sencillo el 11 de junio. Una imagen promocional de la portada del sencillo apareció en la Tate Modern de Londres. Sobre la nueva música, reveló: "He estado trabajando en el estudio durante los últimos meses y no puedo esperar a que escuches «Bad Habits»". Además, describió su posición actual en la música, diciendo: "Siempre intento empujarme a mí mismo y a mi música en nuevas direcciones y espero que lo escuchen en el nuevo single". ¡Se siente genial estar de regreso!".

## Posicionamiento en listas
| Listas (2021)                             | Mejor posición |
| ----------------------------------------- | -------------- |
| Alemania (Offizielle Deutsche Charts)     | 3              |
| Australia (ARIA)                          | 1              |
| Austria (Ö3 Austria Top 40)               | 5              |
| Bélgica (Flandes) (Ultratop 50)           | 2              |
| Bélgica (Valonia) (Ultratop 50)           | 24             |
| Canadá (Canadian Hot 100) (Billboard)     | 1              |
| Canadá AC (Billboard)                     | 22             |
| Canadá CHR/Top 40 (Billboard)             | 12             |
| Canadá Hot AC (Billboard)                 | 9              |
| Eslovaquia (Rádio Top 100)                | 25             |
| Eslovaquia (Singles Digitál Top 100)      | 5              |
| Estados Unidos (Billboard Hot 100)        | 2              |
| Estados Unidos (Adult Contemporary)       | 15             |
| Estados Unidos (Adult Top 40)             | 13             |
| Estados Unidos (Mainstream Top 40)        | 10             |
| Finlandia (OFC)                           | 9              |
| Francia (SNEP)                            | 56             |
| Global 200 (Billboard)                    | 1              |
| India (IMI)                               | 4              |
| Irlanda (IRMA)                            | 1              |
| Italia (FIMI)                             | 28             |
| Israel (Media Forest)                     | 2              |
| Japón Hot Overseas (Billboard)            | 8              |
| Lituania (AGATA)                          | 6              |
| Noruega (VG-lista)                        | 5              |
| Nueva Zelanda (Recorded Music NZ)         | 1              |
| Países Bajos (Dutch Top 40)               | 15             |
| Países Bajos (Mega Single Top 100)        | 5              |
| Panamá (Monitor Latino)                   | 17             |
| Polonia (Polish Airplay Top 100)          | 16             |
| Reino Unido (UK Singles Chart)            | 1              |
| República Checa (Singles Digitál Top 100) | 6              |
| Singapur (RIAS)                           | 3              |
| Suecia (Sverigetopplistan)                | 10             |
| Suiza (Schweizer Hitparade)               | 2              |
| Uruguay (Monitor Latino)                  | 10             |

## Premios y nominaciones
| Año  | Premiación                     | Categoría                     | Resultado | Ref.          |
| ---- | ------------------------------ | ----------------------------- | --------- | ------------- |
| 2021 | LOS40 Music Awards             | Mejor Canción Internacional   | Ganador   | [ 53 ] [ 54 ] |
| 2021 | LOS40 Music Awards             | Mejor Videoclip Internacional | Ganador   | [ 53 ] [ 54 ] |
| 2021 | MTV Europe Music Awards        | Mejor Canción                 | Ganador   | [ 55 ] [ 56 ] |
| 2021 | MTV Europe Music Awards        | Mejor Vídeo                   | Nominado  | [ 55 ] [ 56 ] |
| 2021 | MTV Millennial Awards (Brasil) | Éxito Global                  | Nominado  | [ 57 ]        |
| 2021 | MTV Video Music Awards         | Vídeo del Año                 | Nominado  | [ 58 ] [ 59 ] |
| 2021 | MTV Video Music Awards         | Mejor Coreografía             | Nominado  | [ 58 ] [ 59 ] |
| 2021 | MTV Video Music Awards         | Mejor Dirección Artística     | Nominado  | [ 58 ] [ 59 ] |
| 2021 | MTV Video Music Awards         | Canción del Verano            | Nominado  | [ 58 ] [ 59 ] |
| 2021 | NRJ Music Awards               | Canción Internacional del Año | Ganador   | [ 60 ] [ 61 ] |
| 2021 | NRJ Music Awards               | Vídeo del Año                 | Nominado  | [ 60 ] [ 61 ] |
| 2021 | People's Choice Awards         | La Canción de 2021            | Ganador   | [ 62 ]        |
| 2022 | Premios Grammy                 | Canción del Año               | Nominado  | [ 63 ]        |